# Eusèbe de Brémond d'Ars
Pour les articles homonymes, voir Brémond et Ars.
Pour les autres membres de la famille, voir Famille de Brémond d'Ars.
 Eusèbe de Brémond d'Ars (Paris 7e, 8 avril 1888 - Monsireigne, 18 juin 1958) est un écrivain français, poète et ancien combattant de la Première Guerre mondiale.

## Biographie
Eusèbe de Brémond d'Ars est fils de Guy de Brémond d'Ars et de Madeleine Roullet de La Bouillerie. Marié, à Nantes, avec Isabelle Scourion de Beaufort, fille du colonel Hubert Scourion de Beaufort et de Marie-Angéline de Bascher, il est le beau-père de Joseph de La Cropte de Chantérac.
Il fait ses premières études au collège Stanislas, puis chez les Jésuites de la rue de Madrid. Bachelier de la faculté des lettres de Paris en 1906, il fonde en 1911 les "Cahiers de l'Amitié de France" avec Robert Valéry-Radot, François Mauriac et André Lafon.
Ami de François Mauriac et de Paul Claudel, il contribue à initier le mouvement de jeunes intellectuels qui sera reconnu comme "la renaissance littéraire catholique du XXe siècle".
Durant la Première Guerre mondiale, il servit au 150ème régiment d'infanterie. Il fut blessé deux fois, dont le 31 mars 1916 lors des combats du Mort-Homme durant la bataille de Verdun et cité à l'ordre du corps d'armée.
Deux fois primé par l'Académie française, l'œuvre de Brémond d'Ars fait l'objet d'articles et de critiques élogieuses de nombreux écrivains dont Jean-Louis Vaudoyer et Georges Bernanos qui l'appelait "le poète royal", "le plus grand sans doute de sa génération".
Il est enterré au cimetière de Monsireigne (Vendée).

## Œuvres
- Les Tilleuls de juin, 1921 (prix Archon-Despérouses de l'Académie française)
- L'Étoile sévère, 1935
- Poèmes anciens et nouveaux, 1958 (prix de la Fondation Capdeville de l'Académie française)
- Œuvre poétique, 1888-1958, 1966